# Ciudad-núcleo de Japón
Una ciudad-núcleo o ciudad central (中核市 Chūkakushi) es una división administrativa del gobierno japonés que se sitúa en la estructura político-administrativa con funciones que generalmente tendría una prefectura pero menor a la ciudad designada. Para ser postulada como ciudad-núcleo esta debe tener una población mayor de 300 000 habitantes. El término "ciudad-núcleo " fue creado por la primera cláusula del artículo 252, del artículo 22 de la ley de autonomía local japonés. Desde 2012, 41 ciudades han sido llamadas ciudad-núcleo de Japón.